# Tata Punch
Tata Punch — индийский внедорожник производства Tata Motors. За основу автомобиля был взят Tata Nexon и та же платформа, что и у Tata Altroz.

## История
23 августа 2021 года автомобиль Tata Punch был представлен на выставке Auto Expo. Серийно автомобиль производится с 4 октября 2021 года. За всю историю производства, на автомобиль устанавливался бензиновый двигатель внутреннего сгорания Revotron, который также присущ моделям Tata Altroz, Tata Tiago и Tata Tigor. Автомобиль оборудован двумя подушками безопасности. Краш-тест автомобиля оценён, на 5 звёзд.